# Juan del Encina
Juan del Encina (Fermoselle, 12 de julho de 1468 – Leão, 30 de agosto de 1529) foi um poeta espanhol que, segundo diversos autores, compartilha a paternidade do teatro ibérico com Gil Vicente. Grande humanista, músico e cantor, a maior parte da sua obra lírica, escrita antes de 1500 foi escrita com a intenção de ser cantada. A sua poesia divide-se entre a profana e a sagrada, considerando a generalidade dos críticos que a primeira se sobrepõe à segunda em termos de inspiração. É caracterizado por um certo gosto popular e muita imaginação.
O seu apelido advém da cidade de onde nasceu, La Encina, perto de Ledesma.
Esteve ao serviço do Duque de Alba. Viveu em Itália, onde cantou para o Papa Leão X. De volta a Espanha, foi nomeado arcediago em Málaga. Em 1519 foi a Jerusalém, onde disse missa no Monte Sinai. Crê-se que tenha morrido em Leão.

## Trabalho
Em 1492, o poeta entreteve seu patrono com uma peça dramática, o Triunfo de la fama, escrita para comemorar a queda de Granada. Em 1496 ele publicou seu Cancionero, uma coleção de poemas dramáticos e líricos. Ele então se candidatou ao posto de cantor na Catedral de Salamanca, mas a posição foi dividida entre três cantores, incluindo seu rival Lucas Fernandez.
Enquanto trabalhava para o duque de Alba, Encina era o diretor do programa, junto com Lucas Fernandez. Aqui Encina escreveu eclogues pastorais, a base do drama secular espanhol.  As peças de Encina são predominantemente baseadas em pastores e amor não correspondido. 

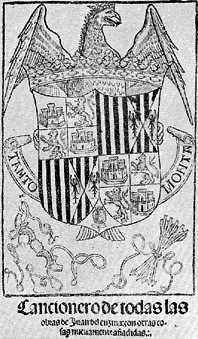
Capa do livro da primeira edição de seu cancioneiro (1496): : Cancionero de todas las obras de Juan del Enzina con otras cosas nueuamente añadidas

Encina era ambicioso, procurando ser promovido com base na preferência, então por volta de 1500 ele se mudou para Roma, onde aparentemente serviu em estabelecimentos musicais de vários cardeais ou nobres. Encina foi nomeada para o Arquidiaconato da Catedral de Málaga por Júlio II em 1508.
Em 1518 ele renunciou ao cargo em Málaga para um simples benefício em Moron, e no ano seguinte foi para Jerusalém, onde cantou sua primeira missa. Ele também escreveu sobre os eventos durante sua peregrinação a Jerusalém em Tribagia o Via Sacra de Hierusalem. Em 1509 ele ocupou um canonismo laico em Málaga; em 1519 ele foi nomeado por Leão para o priorado da Catedral de Leão. Seu último trabalho foi registrado como sendo em Leão, onde acredita-se que ele tenha morrido no final de 1529.
Seu Cancionero é precedido por um tratado em prosa (Arte de trobar) sobre a condição da arte poética na Espanha. Suas catorze peças dramáticas marcam a transição do estágio puramente eclesiástico para o secular.  O Aucto del Repelón e a Égloga de Fileno dramatizam as aventuras dos pastores;  este último, como Plácida y Vitoriano, é fortemente influenciado pela Celestina. O interesse intrínseco das peças de Encina é pequeno, mas são importantes do ponto de vista histórico, pois as peças laicas constituem um novo ponto de partida e as devotas eclogues preparam o caminho para os automóveis do século XVII. Além disso, os poemas líricos de Encina são notáveis por sua intensa sinceridade e graça devota.
Mesmo que suas obras fossem dedicadas a famílias reais, ele nunca serviu como membro de uma capela real.  E embora Encina tenha trabalhado em muitas catedrais e tenha sido ordenado sacerdote, não se sabe da existência de obras musicais religiosas. A maioria de suas obras foram feitas em meados dos seus 30 anos,  cerca de 60 ou mais canções atribuídas a Encina, e outras 9 configurações de textos em cima disso, às quais a música também poderia ser adicionada, mas não com certeza.  Muitas das peças que sobreviveram são villancicos, das quais ele foi um dos principais compositores. O villancico espanhol é o equivalente ao Frottola italiano. Existem três e quatro configurações de voz que oferecem uma variedade de estilos dependendo do tipo de texto, com movimentos muito limitados nas vozes em preparação para os pontos de cadência. Para fazer o texto ser ouvido com clareza, Encina usou ritmos variados e flexíveis que são padronizados nos acentos do verso, e usou progressões harmônicas simples, porém fortes.

## Algumas obras musicais
- Triunfo de la fama (1492)
- Cancionero (1496)
- Tan buen ganadico (1496)
- Más vale trocar (1496)
- Plácida y Victoriano (1513)
- Églogas

| N.º | Obra                                     | Vozes | Forma musical        | Fontes             | Gravações                                                                           | Comentarios                       |
| --- | ---------------------------------------- | ----- | -------------------- | ------------------ | ----------------------------------------------------------------------------------- | --------------------------------- |
| 1   | Lochorro va torrat                       |       | villancico           | CMP                | CHR                                                                                 |                                   |
| 2   | No quiero tener querer                   |       | villancico           | CMP                | ANT                                                                                 | Música anônima atribuída a Encina |
| 3   | No quiero que me consienta               |       | villancico           | FRO                | ANT                                                                                 | Música anônima atribuída a Encina |
| 4   | Partístesos, mis amores                  |       | villancico           | CMP                | ANT                                                                                 |                                   |
| 5   | Todos los bienes del mundo               |       | villancico           | CMP, FLO           | ANT, JOC, RIC, ACC, MAG, CAT, CON, WIM, REI, DAE                                    |                                   |
| 6   | Pues que ya nunca nos veis               |       | villancico           | CMP                | ANT, LAN                                                                            |                                   |
| 7   | El que tal señora tiene                  |       | villancico           | CMP                | ANT                                                                                 |                                   |
| 8   | Pues que mi triste penar                 |       | villancico           | CMP                | ANT, JOU                                                                            |                                   |
| 9   | Caldero y llave, madona                  |       | villancico           | CMP, FLO           | ANT                                                                                 |                                   |
| 10  | Más quiero morir por veros               |       | villancico           | CMP                | ANT                                                                                 |                                   |
| 11  | Partir, coraçón, partir                  |       | villancico           | CMP                | ANT                                                                                 |                                   |
| 12  | Revelóse mi cuidado                      |       | villancico           | CMP                | ANT                                                                                 |                                   |
| 13  | No tienen vado mis males                 |       | villancico           | CMP, CME, UPS      | ANT, GUI, AKA                                                                       |                                   |
| 14  | Tan buen ganadico                        |       | villancico           | CMP                | ANT, CAN, OAK, TER, MAP                                                             |                                   |
| 15  | Ay, triste, que vengo                    |       | villancico           | CMS                | ANT, HES, ANG, EMC, KIN, LAN, RON, ACC, RIC, DUF, CDM                               |                                   |
| 16  | O, castillo de Montanges                 |       | villancico           | CMP                | ANT, CHR                                                                            | Música anônima atribuída a Encina |
| 17  | ¡Cucú, cucú, cucucú!                     |       | villancico           | CMP                | ANT, HES, RES, CAN, THO, FAG, NOT                                                   |                                   |
| 18  | Ya no quiero tener fe                    |       | villancico           | CMP, CMS           | ANT, MAY, DAE, BOR                                                                  |                                   |
| 19  | Congoxa más que crüel                    |       | villancico           | CMP                | ANT                                                                                 |                                   |
| 20  | Razón que fuerça no quiere               |       | villancico           | CMP                | ANT                                                                                 |                                   |
| 21  | Serviros i bien amaros                   |       | villancico           | CMP                | ANT                                                                                 |                                   |
| 22  | Fata la parte                            |       | villancico           | CMP                | ANT, HES, CHR, CHA, ACC, MAG, CON, TER, CDM, CIB                                    |                                   |
| 23  | Pues no te duele mi muerte               |       | villancico           | CMP                | ANT                                                                                 |                                   |
| 24  | Pues amas, triste amador                 |       | villancico           | CMP                | ANT                                                                                 | Música anônima atribuída a Encina |
| 25  | No se puede llamar fe                    |       | villancico           | CMP                | ANT                                                                                 | Música anônima atribuída a Encina |
| 26  | Si abrá en este baldrés                  |       | villancico           | CMP                | ANT, HES, KIN, ROM, ACC, PIF, VIR, CDM                                              |                                   |
| 27  | Ya no quiero ser vaquero                 |       | villancico           | CMP, CMS           | ANT                                                                                 |                                   |
| 28  | Paguen mis ojos, pues vieron             |       | villancico           | CMP                | ANT                                                                                 |                                   |
| 29  | Para verme con ventura                   |       | villancico           | CMP, CMS, UPS      | ANT, GUI                                                                            |                                   |
| 30  | Ya no spero qu'en mi vida                |       | villancico           | CMP                | ANT                                                                                 |                                   |
| 31  | Ya cerradas son las puertas              |       | villancico           | CMP                | ANT                                                                                 |                                   |
| 32  | Amor con fortuna                         |       | villancico           | CMP                | ANT, HES, ATR, DAN, THO, LAN, DIF, CAT, CDM                                         |                                   |
| 33  | Vuestros amores é, señora                |       | villancico           | CMP                | ANT, CHR, DUF                                                                       |                                   |
| 34  | Yo me estaba reposando                   |       | romance              | CMP                | ANT, SEP                                                                            |                                   |
| 35  | Señora de hermosura                      |       | romance              | CMP                | ANT, BIN, CDM                                                                       |                                   |
| 36  | Una sañosa porfía                        |       | romance              | CMP                | ANT, HES, COH, CHR, WAV, CAM, MIN, FIC, OLA                                         |                                   |
| 37  | Pésame de vos, el conde                  |       | romance a diálogo    | CMP                | ANT                                                                                 |                                   |
| 38  | Pues que jamás olvidaros                 |       | canção               | CMP, CMS, FRO, DEF | ANT, PAL, ACC, CAP                                                                  |                                   |
| 39  | Es la causa bien amar                    |       | canção               | CMP                | ANT                                                                                 |                                   |
| 40  | Los sospiros no sosiegan                 |       | canção               | CMP, FRO           | ANT, GOT, BEG, CDM                                                                  |                                   |
| 41  | Mortal tristura me dieron                |       | canção               | CMP                | ANT, HES                                                                            |                                   |
| 42  | Ya soy desposado                         |       | vegada               | CMP                | ANT, CAM, VIR                                                                       |                                   |
| 43  | Una amiga tengo, hermano                 |       | vegada               | CMP, CME           | ANT, CON                                                                            |                                   |
| 44  | Antonilla es desposada                   |       | vegada               | CMP                | ANT, DAN, CHR, CAN, JOU                                                             |                                   |
| 45  | Quédate, carillo, adiós                  |       | vegada               | CMP                | ANT, HES                                                                            |                                   |
| 46  | Romerico, tú que vienes                  |       | villancico a diálogo | CMP, CMS, CME      | ANT, VAL, BER, COM, ALT, SPI, DAE, UFF                                              |                                   |
| 47  | Dezidme, pues sospirastes                |       | villancico a diálogo | CMP                | ANT, MAG                                                                            |                                   |
| 48  | Pedro, bien te quiero                    |       | villancico a diálogo | CMP                | ANT, DAN, ACC, CON, CDM                                                             |                                   |
| 49  | Remediad, señora mía                     |       | villancico a diálogo | CMP                | ANT                                                                                 | Música anônima atribuída a Encina |
| 50  | Pelayo, ten buen esfuerço                |       | villancico a diálogo | CMP, CMB           | ANT                                                                                 |                                   |
| 51  | Despierta, despierta tus fuerças, Pegaso |       | dizer e cantar       |                    | ANT, HES                                                                            |                                   |
| 52  | Triste España sin ventura                |       | dizer e cantar       | CMP                | ANT, HES, RES, MUN, MAD, NEF, CAN, LAN, OLA, CAP, NOT                               |                                   |
| 53  | A tal pérdida tan triste                 |       | dizer e cantar       | CMP                | ANT, HES                                                                            |                                   |
| 54  | ¿Qu'es de ti, desconsolado?              |       | cantata              | CMP                | ANT, HES, SPA, DAN, ROM, ARA, ACC, OLA, PAN, CDM, REI                               |                                   |
| 55  | Levanta, Pascual, levanta                |       | cantata              | CMP                | ANT, HES, NEF, ACC, RES, MIN, FIC, CAP, REI                                         |                                   |
| 56  | ¿A quién devo yo llamar?                 |       | cantata              | CMP                | ANT                                                                                 |                                   |
| 57  | Por vnos puertos arriba                  |       | cantata              |                    | ANT                                                                                 | Música de Antonio Ribera          |
| 58  | ¿Quién te traxo, cavallero?              |       | cantata              | CMP, CME           | ANT, MAP, CIB                                                                       |                                   |
| 59  | Mi libertad en sossiego                  |       | cantata              | CMP                | ANT, GOT, CAN, BIN, MIN, MAG, DUF                                                   |                                   |
| 60  | Si amor pone las escalas                 |       | cantata              | CMP                | ANT, CDM                                                                            |                                   |
| 61  | Soy contento, vos servida                |       | cantata              | CMP                | ANT                                                                                 |                                   |
| 62  | Más vale trocar                          |       | cantata              | CMP                | ANT, HES, KIN, GEN, CHR, ROM, BIN, VIR, MAG                                         |                                   |
| 63  | ¡O, Reyes Magos benditos!                |       | cantata              | CMP                | ANT                                                                                 |                                   |
| 64  | Por muy dichoso se tenga                 |       | cantata              | CMP, CMS           | ANT                                                                                 | Música anónima atribuida a Enzina |
| 65  | Pues que tú, Reyna del cielo             |       | cantata              | CMP                | ANT, CAN                                                                            | Música anónima atribuida a Enzina |
| 66  | El que rige y el regido                  |       | cantata              | CMP                | ANT, HESENC, MAG, CAP                                                               |                                   |
| 67  | Nuevas te trayo, carillo                 |       | villancico bipartido | CMP, CMC           | ANT                                                                                 |                                   |
| 68  | Dacá, baylemos, carillo                  |       | villancico bipartido | CMP                | ANT, CAM, FIC, PAN, CDM                                                             |                                   |
| 69  | Ninguno cierre las puertas               |       | villancico de égloga | CMP                | ANT                                                                                 |                                   |
| 70  | Gran gasajo siento yo                    |       | villancico de égloga | CMP, CMS           | ANT                                                                                 | Música anonima atribuiía a Encina |
| 71  | Gasagémonos de huzia                     |       | villancico de égloga | CMP                | ANT                                                                                 |                                   |
| 72  | Hoy comamos y bebamos                    |       | villancico de égloga | CMP                | ANT, HES, PAR, KIN, GEN, DAN, WAV, ROM, REN, ACC, VIR, SAV, UMB, ORL, DUF, CDM, ROS |                                   |